# Datian (sockenhuvudort i Kina, Jiangxi Sheng, lat 25,86, long 115,13)
Datian är en sockenhuvudort i Kina. Den ligger i provinsen Jiangxi, i den sydöstra delen av landet, omkring 320 kilometer söder om provinshuvudstaden Nanchang. Antalet invånare är 12 387. Befolkningen består av 6 012 kvinnor och 6 375 män. Barn under 15 år utgör 26,0 %, vuxna 15-64 år 65 %, och äldre över 65 år 8,0 %.
Runt Datian är det ganska tätbefolkat, med 166 invånare per kvadratkilometer. Närmaste större samhälle är Ganzhou, 19,5 km väster om Datian. I omgivningarna runt Datian växer huvudsakligen savannskog.
Genomsnittlig årsnederbörd är 1 887 millimeter. Den regnigaste månaden är maj, med i genomsnitt 333 mm nederbörd, och den torraste är oktober, med 17 mm nederbörd.